# Гулино (Костромская область)
Гулино — деревня в Чухломском муниципальном районе Костромской области. Входит в состав Петровского сельского поселения

## География
Находится в северной части Костромской области на расстоянии приблизительно 11 км на восток-юго-восток по прямой от города Чухлома, административного центра района на левом берегу реки Вига.

## История
В 1872 году здесь было учтено 18 дворов, в 1907 году — 26.

## Население
Постоянное население составляло 117 человек (1872 год), 136 (1897), 155 (1907), 10 в 2002 году (русские 100 %), 1 в 2022.